# Воєнна наукова фантастика

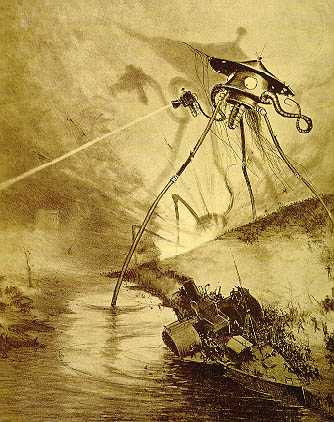
Ілюстрація до «Війни світів»

Воєнна наукова фантастика — різновид наукової фантастики, в якому головні герої є військовими чи учасниками збройних конфліктів. Докладний опис конфлікту, тактика і роль військової служби та інших задіяних підрозділів і осіб є основою для військової наукової фантастики. Такі історії часто мають за основу особливості історичних минулих та поточних конфліктів.

## Історія та характеристика жанру

### Кінематограф
З розвитком кіновиробництва 1980-х Джордж Лукас у стрічці «Зоряні війни» (1977) створив новий еталон відображення космічної війни. Успіхи тогочасних технологій, в поєднанні з високим бюджетом фільму, дозволили Лукасу здійснити якісну екранізацію тривалих та складних послідовностей ведення міжзоряних бойових дій. Баталії були значною мірою змодульовані з повітряних боїв II СВ, зображенних у фільмах на кшталт «Руйнівники гребель», що і стали прототипом у вигаданих космічних боях.
Невдовзі настала доба цілого ряду більш амбітних проєктів та телесеріалів, в тому числі «Зоряного крейсеру «Галактика»» (1978) який, під впливом фільмів Лукаса, використовував видовищні спецефекти. Подібні шоу встановили нові стандарти у фільмах військової фантастики. У 2003 році ремейк «Зоряного крейсера», використовуючи чисто ньютонівську фізику, надав можливості більш реального уявлення про потенційні війни у космосі.
Джеймс Кемерон у «Чужих» (1986), сиквелі «Інорідця», залучив до сюжету зоряних піхотинців, які здійснювали спецоперацію щодо планетарної колонії. Фільм демонстрував футуристичні аналогії багатьох тогочасних видів військового транспорту та озброєння, в тому числі десантного. Майже одночасно з'явився серіал «V», зазнавший ремейку 2009 року, що робив акцент на алегорії партизанської боротьби з окупантами.